# Mechel Câmpia Turzii
Mechel Câmpia Turzii (Industria Sârmei) a fost o companie metalurgică din România, parte a grupului rus Mechel.
Combinatul Industria Sârmei Câmpia Turzii a fost privatizat în 2003, fiind preluat de firma Conares Trading, înregistrată în Elveția.
Valoarea tranzacției a fost de circa 27,2 de milioane de euro.
Conares a devenit ulterior parte a grupului rus Mechel. În luna aprilie 2013 compania Mechel Câmpia Turzii a intrat în insolvență în urma unei decizii a Tribunalului Comercial Cluj.  La acel moment în uzină mai lucrau 380 de angajați. În luna februarie 2013 grupul rus Mechel a vândut toate proprietățile sale din România, inclusiv combinatul de la Câmpia Turzii, cu prețul simbolic de 230 de lei firmei Invest Nikarom din București iar combinatul a revenit la numele vechi de Industria Sârmei Câmpia Turzii.

## Istoric
Înființarea și apoi extinderea rapidă a uzinei ”Industria Sârmei” Câmpia-Turzii s-a datorat lui Izsó (Isidor) Diamant (1886-1945), după un model de dezvoltare capitalistă, specific perioadei anilor 1870-1930. Această inițiativă de succes s-a datorat unor factori de conjunctură generală (națională și internațională) dar și de ordin local. Aptitudinile manageriale ale lui Izsó Diamant s-au relevat încă din anul 1920 când a știut să îmbine factorii generali cu cei locali.

Câțiva factori generali:

– începerea unei perioade de reconstrucție după distrugerile provocate de primul război mondial.

– expansiunea capitalului românesc în noile teritorii naționale după formarea României Mari în anul 1918, dezvoltarea afacerilor prin încurajarea creditelor pentru investiții.

– capacitățile de producție pentru materialele de construcție  erau, în general, slab dezvoltate.

Factori locali:

– localitatea era amplasată pe magistrala de cale ferată București-Oradea.

– exista în apropiere o importantă sursă de apă (râul Arieș).

– existau în zonă surse energetice (câmpurile de gaz metan găsite în podișul Transilvaniei în anul 1909).

– exista forță de muncă ieftină dintre locuitorii celor două sate și împrejurimi, care recrutată și școlarizată puteau asigura necesarul de personal.

– în Transilvania nu exista nici o fabrică de sârmă și cuie pentru construcții, în consecință piața de desfacere era asigurată.

Cuantificând toți acești factori, Izsó Diamant prezintă în anul 1920 un proiect de dezvoltare „Băncii Comerciale pentru Industrie și Comerț“ Cluj (înființată în anul 1919, cu capital românesc), solicitând un credit pentru începerea lucrărilor. Conducerea băncii, în frunte cu directorul Ionel Comșa, a sprijinit proiectul. La data de 4 aprilie 1920 se semnează actul  constitutiv al întreprinderii ”Industria Sârmei S.A.” cu sediul la Cluj (str. Iuliu Maniu 25), cu un capital inițial de 10 milioane de lei.

Pentru inceput, în 1921, au fost puse în funcțiune trăgătoria de oțel moale și fabrica de cuie iar în 1922 a fost pus în funcțiune laminorul de sârmă, primul de acest fel din România.
În următorii ani profilul companiei s-a lărgit prin deschiderea unor noi unități de producție. Astfel, în 1924, s-a inaugurat secția de oțel moale, sârme subțiri până la 0,5 mm, cuie speciale și sârmă de cupru. În 1925 s-a inaugurat secția de oțel balot iar în 1926 secția de arcuri de mobilă. Tot în 1926 s-a pus în funcțiune secția de zincare a sârmelor și a sârmelor ghimpate.
În 1928 a început construcția oțelăriei, trăgătoria de oțel tare, s-a mărit secția de zincare și s-a construit o centrală termoelectrică proprie. După aceasta au urmat noi investiții pentru extinderea societății. Astfel s-a dezvoltat trăgătoria de oțel tare, s-a asimilat fabricarea cuielor albastre și șpintecate precum și construcția unor secții noi: turnătoria și trăgătoria de metale neferoase, fabrica de cabluri electrice, cositoria de sârmă, zincatorul și fabrica de electrozi. Prin urmare, gama produselor uzinei este completată cu sârme de cupru, alamă și bronz, sârme de cusut, fier profilat, cabluri electrice și electrozi pentru sudură electrică.
În 1941 s-a pus în funcțiune o instalație de producere a cuprului electrolitic pentru fabricarea cablurilor electrice iar în 1948 întreprinderea a fost naționalizată. După această măsură s-au extins capacitățile de producție prin construirea de secții noi și modernizarea celor existente.
În 1968 s-a reconstruit laminorul pentru sârmă nr. 1 (pus în funcțiune în 1923) pentru obținerea colacilor din sârmă de diametru 6-14 mm și a sârmei laminate de cupru cu diametru de 8 mm.
Număr de angajați:
- 2012: 1.050[4]
- 2008: 2.700[5]
- 2007: 3.700[6]

Cifra de afaceri:
- 2010: 321,5 milioane lei[7]
- 2011: 621,5 milioane lei[7]